# Zamarada arcuata
Zamarada arcuata är en fjärilsart som beskrevs av Fletcher 1974. Zamarada arcuata ingår i släktet Zamarada och familjen mätare. Inga underarter finns listade i Catalogue of Life.